# Livestorm
Livestorm est un logiciel (application web) de conférence en ligne utilisé pour partager des flux vidéo en temps réel. Livestorm peut être utilisé pour héberger des réunions en ligne, des webinaires, ou tout autre événement en direct et délocalisé.

## Histoire
Livestorm est fondé à Paris en 2016 par Gilles Bertaux, Robin Lambert, Vincent Garreau et Tom Forlini. D'abord appelé Rumble, le projet est renommé "Livestorm" en 2016.
En 2019, Livestorm annonce une levée de fonds de 4,6 Millions auprès de Bpifrance, Aglaé ventures et Raise dans une série A de financement.
Le confinement de 2020 provoque une forte augmentation de l'activité de l'entreprise, qui voit son nombre de clients passer de 1 000 à 4 000, et qui triple son chiffre d'affaires durant le printemps. L'entreprise annonce en novembre de la même année la levée de 25 millions d'euros en vue d'étendre son activité, déjà localisée pour un tiers en France, un tiers en Europe de l'Ouest et un tiers aux États-Unis,. Parmi les investisseurs, se trouvent Bpifrance, Raise, Idinvest et Aglaé Ventures,.

## Technologie
Le cœur technologique de Livestorm est l'utilisation de WebRTC et WebSocket pour permettre des interactions en temps réel et à faible latence. La qualité des flux de vidéo ainsi que leur format s'adapte automatiquement en fonction du navigateur web des utilisateurs. Le flux sert un stream WebRTC pour les navigateurs compatibles dont Google Chrome, Mozilla Firefox, et Opera, avec un fallback en HLS pour Internet Explorer et Safari.
Le frontend utilise le framework frontend Vue.js.

## Éditions et fonctionnalités
Livestorm apporte des fonctionnalités pour webinaires ainsi que des réunions en ligne, avec des outils pour gérer les pages d'inscription, cadences d'emails et analytics.
Livestorm lance un service d'API publique en 2021.